# Philo Weijenborg-Pot
Philomena Maria (Philo) Weijenborg-Pot (Nijmegen, 1 augustus 1927 -Den Haag, 19 januari 2012) was een Nederlands advocate en christendemocratisch oud-politica die in 1980 zeer kortstondig lid is geweest van de Eerste Kamer.
Pot behaalde in 1950 haar bul in het Nederlands recht aan de toenmalige Rijksuniversiteit Utrecht. Ze woonde vervolgens twee decennia in Deurne, omdat haar echtgenoot Adriaan Weijenborg (1921-1972) hier in 1950 een artsenpraktijk was begonnen. In 1971 richtte ze een advocatenkantoor genaamd Weijenborg-Pot op in Den Haag, waar ze ook ging wonen.
Buiten haar bedrijvigheid in de advocatuur om vervulde ze bestuurlijke en politieke ambten. Zo was ze lid van onder meer de Stichting De Nationale Sporttotalisator en van de Emancipatieraad, van 1966 tot 1974 terug te vinden in de Provinciale Staten van Noord-Brabant en van 1990 tot 1998 zetelend in de gemeenteraad van Den Haag.
Als lid van de Rooms-Katholieke Kerk kwam ze tot 1980 uit voor de Katholieke Volkspartij (KVP) en na diens opgaan in het Christen-Democratisch Appèl (CDA) voor deze partij. Voor laatstgenoemde zat ze van 26 augustus tot en met 15 september 1980 in de Eerste Kamer, de plaats innemend van de kort daarvoor overleden Jan Teijssen. Na de Eerste Kamerverkiezingen van 1980 kwam ze niet terug in de Kamer.
Weijenberg-Pot was in 1989 als 1990 VN vrouwenvertegenwoordiger en ging ze naar de Algemene Vergadering van de Verenigde Naties om daar een speech te geven.
- Biografisch Portaal: 78175762
- International Standard Name Identifier: 0000 0003 9530 2812
- Nederlandse Thesaurus van Auteursnamen: 073769134
- Parlement.com: vg09llnx6wty
- Virtual International Authority File: 289964463
- WorldCat: E39PBJg4rVkbBCdgytmRXkCvpP